# 顯微鏡座β
顯微鏡座β，又名CD-3315245，HD 198529、SAO 212499、HR 7979，是顯微鏡座的一颗恒星，视星等为6.04，位于銀經10.73，銀緯-38.57，其B1900.0坐标为赤經20h 45m 46.1s，赤緯-33° -38.57′ 7″。